# Vida a Mercuri

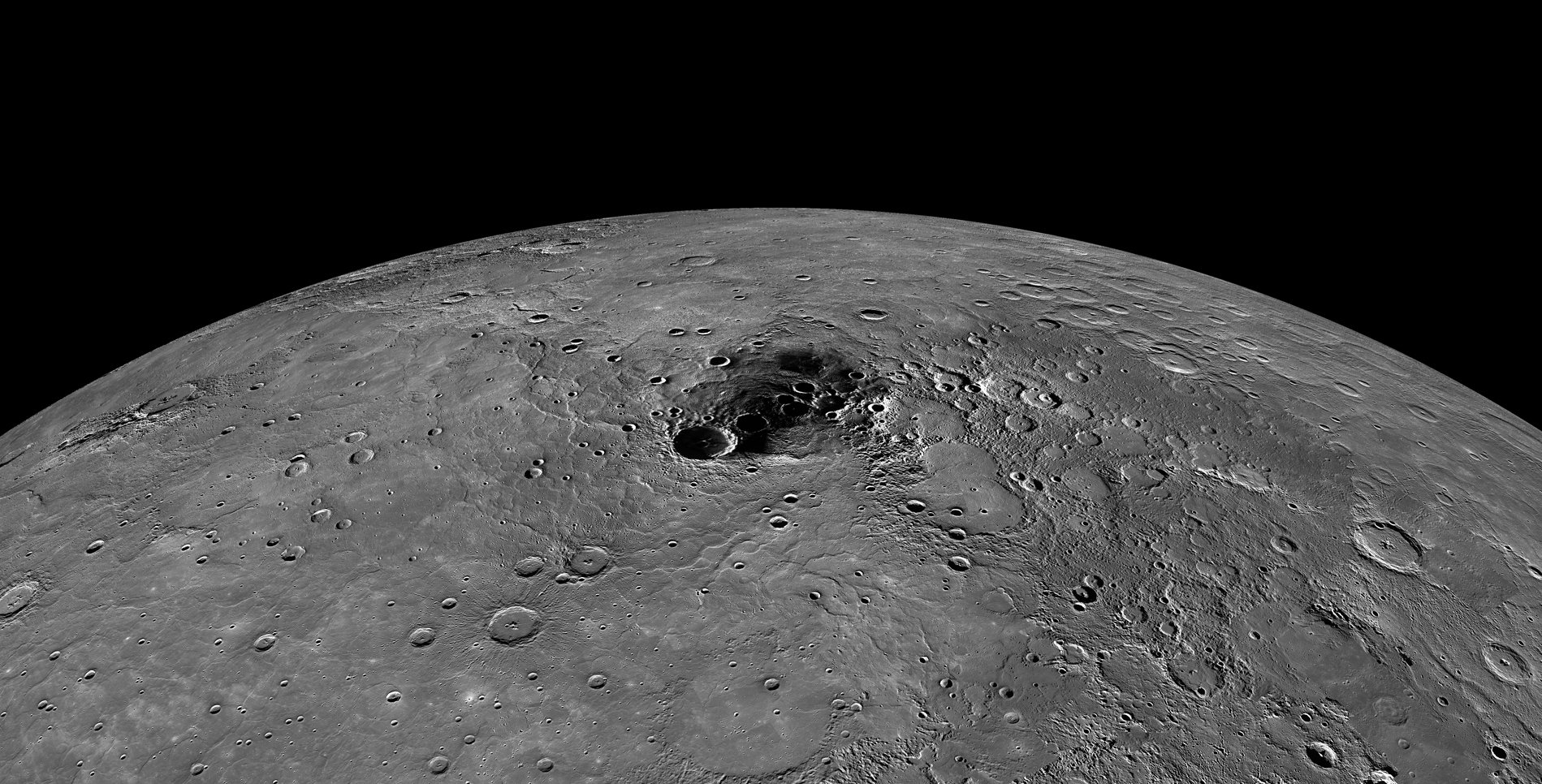
El pol nord de Mercuri, on la NASA descobrí una gran quantitat de gel.

El consens científic actual és que no hi ha vida a Mercuri, el primer planeta del sistema solar. Els seus extrems de temperatura i la baixíssima densitat de la seva atmosfera fan que sigui extremament improbable que hi puguin sobreviure formes de vida. Tanmateix, s'hi han descobert molècules orgàniques que, a més, cobreixen dipòsits immensos d'aigua en estat sòlid (gel). Es creu que l'aigua podria existir en forma líquida a sota del gel. Si Mercuri albergués o hagués albergat vida, molt segurament es tractaria d'organismes extremòfils. En canvi, hi ha moltes obres de ficció que han presentat vida a Mercuri.